# 곽태영
곽태영(1936년 2월 20일 ~ 2008년 12월 1일)은 대한민국의 사회운동가이다. 전북 김제군 출신으로 백범 김구의 암살자 안두희를 응징하고자 하였던 인물 중에 한사람이다.

## 이력
1965년 12월 중순, 청년 곽태영은 안두희를 응징하고자 수소문 끝에 강원도 양구로 잠입하였다. 곽태영은 안두희 사진을 가슴에 품은 채 행상차림으로 찾아 나섰다. 그는 안두희 군납공장이 있는 동네에다 하숙을 얻었다. 그 집에서는 안두희 공장이 환히 내려다보였다.
곽태영은 동네사람에게 장사꾼이라고 속인 뒤 실제 그렇게 보이려고 이웃 여러 민가에 양말, 장갑 등을 팔기도 했다. 그러면서 안두희 공장에도 들러 군납공장 내부 구조를 힐끔힐끔 살폈다. 그런 가운데 그해 12월 22일 마침내 군납공장에서 안두희를 발견하여 두 사람이 격투로 엎치락뒤치락하던 중 마침내 곽씨가 안두희 배 위로 올라탄 뒤 우물 옆에 있던 돌로 안두희의 머리를 내리치고 칼로 옆구리를 찔렀다.
곽태영은 곧 신고를 받고 달려온 경찰에 연행되고 안두희는 긴급히 서울 성모병원으로 옮겨져 두 차례나 뇌수술을 받았다. 곽태영은 안두희를 두들겨 팬 상해죄로 1966년 7월 30일 서울고등법원에서 징역 3년에 집행유예 5년 선고를 받은 뒤 풀려났다.
이후에는 박정희기념관 설립 반대 운동을 하였다. 그는 차라리 그 돈으로 독립군 위령비를 세워야 한다고 제안했다.
2008년 12월 1일 당뇨로 사망하였다.